# 5200号通達
5200号通達（5200ごうつうたつ）とは、戸籍の氏名の記載について誤字俗字に関する取り扱いを整理した法務省の通達のこと。
当該発翰番号が付された通達の正式名称は「氏又は名の記載に用いる文字の取り扱いに関する通達等の整理について」（平成2年10月20日民二第5200号民事局長通達）である。その後の通達を含め、通称このように呼ばれている。5200という番号は「誤字ゼロゼロ」からきているという説もある。

## 内容
戸籍に記載する氏名の文字の取り扱いについて定めた通達で何が俗字で誤字であるかを定義している「誤字俗字・正字一覧表」があり、誤字は戸籍に新たな記載をする際には使用できないことになっている。
職権として戸籍に誤字が記載されている場合には役所の権限によって訂正できることが明記されている。訂正した場合は事後承諾で当人へ通知することになっている。
戸籍に限らず、登記簿謄本や定款、規則などに誤字俗字が使用されている場合においてもこの通達に基づいて訂正することが一般化している。特に昭和初期以前に作られた謄本や定款の変更などを役所に提出する場合には修正が必要になる。

## 定義
正字
常用漢字表などに掲載されている社会一般において正しいとされる文字。
俗字
習慣によって用いられている文字であり、漢和辞典などで俗字として掲載されている物。
当人からの申請があれば正字に置き換えることが出来る。
誤字
正字と俗字のどちらにも属さない文字
当人の申請が無くとも役所の職権において正字に置き換えることが出来る。変更した場合は当人に通知することになっている。

## 関連通達の一覧
- 平成2年10月20日付け法務省民二第5200号民事局長通達「氏又は名の記載に用いる文字の取り扱いに関する通達等の整理について」
- 平成2年10月20日付け法務省民二第5202号民事局第二課長依命通知「氏又は名の記載に用いる文字の取り扱いに関する通達等の整理について（依命通知）」
- 平成2年11月22日付け法務省民二第5300号民事局長通達「氏又は名の記載に用いる文字の取り扱いに関する「誤字・俗字一覧表」について」
- 平成6年11月16日付け法務省民二第7005号民事局長通達「「氏又は名の記載に用いる文字の取り扱いに関する通達等の整理について」の一部改正について」
- 平成6年11月16日付け法務省民二第7006号民事局第二課長依命通知「「氏又は名の記載に用いる文字の取り扱いに関する通達等の整理について（依命通知）」の一部改正について」
- 平成6年11月16日付け法務省民二第7007号民事局長通達「氏又は名の記載に用いる文字の取り扱いに関する「誤字・俗字一覧表」について」
- 平成6年11月30日付け法務省民三第8713号民事局長第三課長依命通知「登記名義人の表示の更正の登記等の要否について」
- 平成7年2月28日付け法務省民二第2000号民事局長通達「申請書等に記載されている氏名の表記の文字が戸籍における表記と同一でない場合の取り扱いについて」
- 平成16年9月27日付け法務省民一第2664号民事局長通達「出生の届け出における子の名に用いる文字の取り扱いについて」
- 平成16年9月27日付け法務省民一第2665号民事局長通達「「氏又は名の記載に用いる文字の取り扱いに関する通達等の整理について」の一部改正について」
- 平成16年9月27日付け法務省民一第2666号民事局第一課長依命通知「「氏又は名の記載に用いる文字の取り扱いに関する通達等の整理について（依命通知）」の一部改正について」
- 平成16年10月14日付け法務省民一第2842号民事局長通達「氏又は名の記載に用いる文字の取扱いに関する「誤字俗字・正字一覧表」について」
- 平成16年10月14日付け法務省民二第5300号民事局長通達「氏又は名の記載に用いる文字の取り扱いに関する「誤字・俗字一覧表」について」
- 平成21年4月30日付け法務省民一第1109号民事局長通達「氏又は名の記載に用いる文字の取り扱いに関する通達等の整理について」の一部改正について」
- 平成22年11月30日付け法務省民一第2903号民事局長通達「氏又は名の記載に用いる文字の取り扱いに関する通達等の整理について」の一部改正について」
- 平成22年11月30日付け法務省民一第2905号民事局長通達「氏又は名の記載に用いる文字の取扱いに関する「誤字俗字・正字一覧表」について」の一部改正について
- 平成22年11月30日付け法務省民一第2913号民事局長第一課長依命通知「「氏又は名の記載に用いる文字の取り扱いに関する通達等の整理について（依命通知）」の一部改正について」